# Une vieille fable. Quand le soleil était un dieu
Pour plus de détails, voir Fiche technique et Distribution.
Une vieille fable. Quand le soleil était un dieu (Stara baśń. Kiedy słońce było bogiem) est un film historique polonais, inspiré du roman Stara baśń de Józef Ignacy Kraszewski et réalisé par Jerzy Hoffman, sorti le 19 septembre 2003 sur les écrans polonais.

## Fiche technique
- Titre polonais : Stara baśń. Kiedy słońce było bogiem
- Titre français : Une vieille fable. Quand le soleil était un dieu
- Titre anglais : An Ancient Tale: When the Sun Was a God
- Réalisation : Jerzy Hoffman
- Scénario : Józef Hen, Jerzy Hoffman
- Costume : Magdalena Tesławska, Paweł Grabarczyk
- Directeur de la photographie : Paweł Lebieszew, Jerzy Gościk
- Montage : Cezary Grzesiuk
- Musique originale : Krzesimir Dębski
- Production : Jerzy Michaluk
- Coproduction :
- Sociétés de production :
- Distribution :
- Budget :
- Pays d'origine : Pologne
- Langue : polonais
- Long métrage de fiction - historique
- Durée : 107 minutes
- Dates de sortie : 
  -  Pologne : 19 septembre 2003

## Distribution
- Michał Żebrowski : Siemovit
- Katarzyna Bujakiewicz : Mila
- Daniel Olbrychski : Piast le Charron
- Bohdan Stoupka : Popiel
- Anna Dymna : Jaga
- Ewa Wiśniewska
- Jerzy Trela : Wizun
- Ryszard Filipski
- Marina Aleksandrowa
- Maria Niklińska
- Małgorzata Foremniak : femme de Popiel
- Krystyna Feldman
- Andrzej Pieczyński
- Wiktor Zborowski
- Michał Sieczkowski
- Marcin Mroczek
- Michał Chorosiński
- Karolina Gruszka
- Andrzej Grąziewicz
- Jerzy Braszka
- Zdzisław Szymborski
- Jerzy Dukay
- Marek Cichucki
- Tomasz Zaliwski
- Maciej Kozłowski
- Mariusz Drężek
- Krzysztof Łukaszewicz
- Arkadiusz Bazak
- Ryszard Ronczewski

## Récompenses
- 2004 : Meilleurs costumes aux Polskie Nagrody Filmowe